# French house
French house là thể loại nhạc house do các nghệ sĩ Pháp chơi từ cuối thập niên 1990 và cực thịnh trong thập niên 2000 khi hòa nhập cùng làn sóng nhạc disco châu Âu. Thể loại này còn được gọi bằng những tên khác, như "French touch", "filter house" hay "tekfunk". French house đặc trưng bởi các hiệu ứng phaser và filter áp dụng vào các giai điệu disco ở Mỹ và châu Âu vào cuối thập niên 1970 và đầu thập niên 1980. Hầu hết các ca khúc đều được chơi ở nhịp 4
4 và với nhịp độ cao khoảng 100–130 bpm. French house hay bị nhầm với thể loại cùng thời là future funk, cho dù hai thể loại này có nhiều nét khác biệt.
Các đại diện tiêu biểu nhất của thể loại này có thể kể tới Daft Punk, Cassius, The Supermen Lovers, Modjo, Fred Falke, Alan Braxe và Etienne de Crecy.